# Progressistes per les Illes Balears
Progressistes per les Illes Balears (en castellano Progresistas por las Islas Baleares) fue una 
coalición electoral formada por varios partidos situados a la izquierda del PSOE en las Islas Baleares para concurrir a las elecciones al Congreso de los Diputados de 2004. La componían Izquierda Unida de las Islas Baleares, Els Verds (Els Verds de Mallorca y Els Verds de Menorca), PSM - Entesa Nacionalista y Esquerra Republicana de Catalunya. La cabeza de lista fue Fernanda Ramon, de PSM - Entesa Nacionalista.
Fue la tercera fuerza más votada de la comunidad, obteniendo 40.289 votos, el 8,74%, aunque no accedió a ningún acta de diputado de las ocho elegidas en esta comunidad autónoma. Por islas, sus votos se distribuyeron así: 33.250 en Mallorca, 4.586 en Menorca y 2.139 en Ibiza y Formentera.